# Ekkehard Blattmann

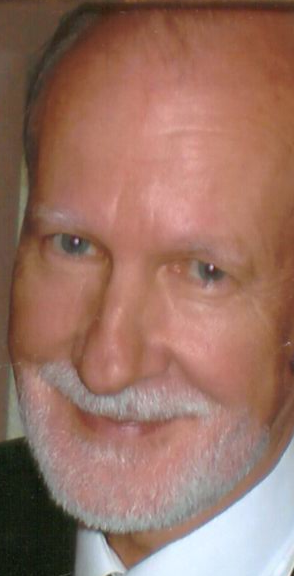
Ekkehard Blattmann (2008)

Ekkehard Blattmann (* 26. August 1938 in Freiburg im Breisgau; † 28. Dezember 2022 in Rostock) war ein deutscher Germanist und Hochschullehrer.

## Leben
Ekkehard Blattmann wurde in Freiburg im Breisgau geboren und entkam dort als Kind dem Bombenangriff vom 10. Mai 1940 durch die deutsche Luftwaffe nur knapp, als eine der Bomben auf seinem Spielplatz einschlug. Den 27. November 1944 überlebte er nur durch glückliche Umstände, als während der Operation Tigerfish das Wohnhaus seiner Familie durch einen Volltreffer zerstört wurde. Während er bei Verwandten in Pfaffenweiler unterkam, geriet sein Vater kurz darauf in langjährige Kriegsgefangenschaft. Diese prägenden Erlebnisse beeinflussten sein späteres wissenschaftliches und pädagogisches Wirken.
1958 legte er am humanistischen Berthold-Gymnasium in Freiburg das Abitur ab. Anschließend studierte er von 1958 bis 1965 an der Albert-Ludwigs-Universität Freiburg die Fächer Germanistik, Geschichte, Französisch und Philosophie. Im Jahr 1960 verbrachte er ein Studienjahr an der Université Catholique d’Angers in Frankreich und erwarb dort den „Diplôme de Langue et Littérature françaises modernes“.
Nach dem Staatsexamen und der Promotion 1965 über das Thema „Die Lieder Hartmanns von Aue – Ein Zyklus“ (bei Friedrich Maurer) war Blattmann von 1965 bis 1971 als Assistent bei Werner Besch am germanistischen Institut der Ruhr-Universität Bochum tätig. Ab 1972 bis 2001 unterrichtete er als Dozent für Deutsche Sprache, Literatur und Didaktik an der Pädagogischen Hochschule Heidelberg. Im Jahr 1980 habilitierte er sich an der Abteilung für Philologie der Ruhr-Universität Bochum und erlangte die Venia legendi für „Neuere Deutsche Literaturgeschichte“, woraufhin er auch dort als Privatdozent lehrte. Im Jahr 1988 war er Gastprofessor an der Sorbonne in Paris. Er wurde 2001 in Heidelberg pensioniert.

## Forschung und Veröffentlichungen
Ekkehard Blattmann war für seine akribische philologische Arbeit bekannt, die sowohl in seiner Promotion als auch in seiner Habilitation dokumentiert ist. Im Laufe seiner Karriere widmete er sich zunehmend der Erforschung der moralischen und existenziellen Bedrohtheiten des menschlichen Daseins, wie er sie selbst schon in frühester Kindheit erlebt hatte und in der zeitgenössischen Literatur widergespiegelt fand.
Blattmanns Forschungsschwerpunkte umfassten den Minnesang, die Ikonographie des französischen 16. Jahrhunderts, die Décades de Pontigny, Deutsche Exilliteratur, Literatur der Inneren christlichen Emigration, katholische Existenzphilosophie, sowie die Didaktik der französischen und deutschen Sprache und Literatur. Er verfasste Monographien über Hartmann von Aue, Heinrich Mann, Reinhold Schneider und Peter Wust.

## Schriften (Auswahl)
- Heinrich Manns Reise nach Pontigny anno 1923. Peter Lang GmbH, Internationaler Verlag der Wissenschaften, 1985. Softcover 368 Seiten, ISBN 978-3-8204-5663-9.
- Studien zu Montaigne und zu Heinrich Mann, Peter Lang GmbH, Internationaler Verlag der Wissenschaften, Frankfurt a. M., 1992, ISBN 3-631-44585-7
- Reinhold Schneider – Militarisierung oder Passion. Peter Lang GmbH, Internationaler Verlag der Wissenschaften, 1992. Softcover 251 Seiten, ISBN 978-3-631-44026-1.
- Peter Wust als Denker und Leser des Bösen. Peter Lang GmbH, Internationaler Verlag der Wissenschaften, 1994. Softcover 275 Seiten, ISBN 978-3-631-47914-8.
- Heinrich Mann – Die Bildvorlagen zum Henri Quatre-Roman. Peter Lang GmbH, Internationaler Verlag der Wissenschaften, 1997. Hardcover, ISBN 978-3-631-45932-4.
- Reinhold Schneider und Hanns Hörbigers Glazial-Kosmogonie. Schuster, Ralf, Dr., 2019. Buch 252 Seiten, ISBN 978-3-940784-45-2.
- Deutschunterricht konkret, 2 Bde., Schneider Verlag Hohengehren, 2000, ISBN 3-89676-308-3.

## Persönliches
Ekkehard Blattmann war verheiratet und hatte zwei Kinder. Er verstarb am 28. Dezember 2022 in Rostock und wurde in Sprockhövel beigesetzt.